# طبقات الحنابلة
طبقات الحنابلة هو كتاب الفقه للعلامة الحنبلي ابن أبي يعلى في تراجم رجال المذهب الحنبلي ابتداء من الإمام أحمد بن حنبل وحتى نهاية عهد المؤلف، وكان كتاب طبقات الحنابلة أول ما ألف من كتب طبقات المذاهب الأربعة، إذ عجب المؤرخون أن مذهب الإمام أحمد بن حنبل هو آخر المذاهب نشوءا ولكنه يعد أول مذهب ترجمت طبقات أعلامه في كتاب، وأن مذهب أبي حنيفة هو أول المذاهب الاربعة نشوء ولكنه آخر مذهب ترجمت طبقات اعلامه في كتاب، وقد جمع العلامة ابن أبي يعلي الفراء في كتابه طبقات الفقهاء المعروف بطبقات الحنابلة تراجم رجال المذهب الحنبلي إلى عصره أي من (القرن3هـ=9م إلى منتصف القرن 6هـ= 12م)، فكان كتابه أشهر كتاب في تراجم العلماء.
ولقد عبر الشيخ ابن أبي يعلي بإشارة وجيزة في صدر كتابه إلى موضوع كتابه الفريد فقال: "" هذا كتاب استخرنا الله في تأليفه وسألناه المعونة على تصنيفه، وسطرنا فيه ما انتهى إلينا من أخبار شيوخنا أصحاب إمامنا الإمام الأفضل أبي عبد الله "".
ثم أفضى إلى كتابه الذي رتبه على حروف المعجم معتمداً الحرف الأول فقط من كل اسم وفقا لطريقة القدماء، ثم استهله بترجمة وافية للإمام أحمد بن حنبل إمام المذهب الحنبلي، ثم افتتح طبقات الكتاب وجعل تصنيف كتابه على ست طبقات، الأولى : لمن روى عن الإمام أحمد بن حنبل، ومن الثانية إلى الرابعة كانت للطبقات المتتابعة بعد ذلك، إلى أن وصل إلى عهد والده أبي يعلي الفراء الذي خصه وحده بالطبقة الخامسة، ثم ختم الكتاب بالطبقة السادسة وهي طبقة أصحاب والده أبي يعلي الفراء.
احتوى كتاب طبقات الحنابلة بالمعلومات والفوائد، وقد حرص على توثيق آراء وأقوال الشخصيات التي تعرض لها بالترجمة، وعلى الرغم مما يؤخذ على ابن أبي يعلى من عدم اعتنائه بالترتيب الدقيق للتراجم وعدم الوضوح المنهجي لتقسيم الطبقات لديه وتفويته الكثير من الحنابلة الذين لم يترجم لهم، إلا أن الكتاب لقي قبولا حسنا بين أهل العلم وطلابه، حيث عني الحافظ ابن رجب الحنبلي بتأليف ذيل عليه ليتمه إلى عصره في كتابه ذيل طبقات الحنابلة كما ألف العليمي كتابه الثمين المنهج الأحمد في تراجم أصحاب الإمام أحمد الذي جمع فيه بين طبقات الحنابلة لابن أبي يعلى وذيله لابن رجب الحنبيل ثم زاد عليهما، وألفت ذيول على تلك المؤلفات، لتكمل ما جاء بعدهم من فقهاء الحنابلة.